# 松井望
松井 望（まつい のぞむ、1982年6月25日 - ）は、日本の作曲家、編曲家、ギタリスト。東京都出身。

## 作品

### 作品提供
時期不明
- 関口誠人keyboard  REC MIX
- 範田紗々、片岡未来、シンペー「ンージュー億分の1の奇跡」作曲・編曲 ・ギター
- 九重りん（喜多村英梨）「ないしょでぴっぴー」 編曲
- 小野大輔＆平川大輔「PROUD YOU」（テレビアニメ「ネオ アンジェリーク Abyss」エンディングテーマ）編曲
- RAMJA「恋空」作曲・編曲・ギター
- 阿蘇千里「おばたま」編曲・ギター
- 寺本明子『ひとりじゃないよ』収録全四曲 編曲・ギター
- sue「cloudy」、「I can't be...」、「pain」編曲・ギター
- 小田あさ美 1st album「white bird」『Discover』 EGt、AGt『Shining Day』コーラスアレンジ、Gt
- suppli mode1stシングル「lovebird」作曲・編曲・ギター etc
- 小林梓「未来の記憶」作曲・編曲・ギター
- 美女木ジャンクション「CHU」作曲・編曲 ・ギター
- テレビドラマ『勝利の女神3』テーマソング「友達ってYeah!」 作曲・編曲・ギター

2007年
- ミライ・ドライヴ「Fighting Spirit」作曲・編曲

2008年
- 近藤孝行「THE PITFALLS」（テレビアニメ『狂乱家族日記』エンディングテーマ）作曲・編曲
- 松来未祐「プリンセス・ティーチャー!」作曲・編曲・ギター
- 後藤邑子「シャラララ・ドルチェ」編曲・ギター
- 野中藍『アマノジャク』作曲・編曲・ギター
- 原紗央莉「Endless Dream」、「茜空」作曲・編曲・ギター

2009年
- 平野綾、茅原実里、後藤邑子『Wonder trip』（「涼宮ハルヒの直列」エンディングテーマ）作曲

2011年
- Tokyo Cheer2 Party「夢に向かって…」編曲・ギター

2012年
- Tokyo Cheer2 Party「はっぴーハッピー」作曲・編曲・ギター

### 作品音楽担当
- テレビドラマ『熱いぞ!猫ヶ谷!!』音楽
- テレビドラマ『勝利の女神love&4』音楽
- 映画『傘』（たかひろや監督）音楽
- 焼肉ダイニングSAFARI×美人時計のコラボCM 音楽制作
- リットーミュージック 教則本『スグに使えるコンプレシピ』『スグに使えるEQレシピ』音源制作
- 第一興商主催全日本カラオケグランプリ2007〜2010 出演みのもんた CHEMISTRY 美川憲一 他 音楽プロデュース 会場音楽作
- JT マイルドセブン BLUE WINDY TERRACE VIRTUAL TOUR web用サウンド制作
- キッザニア東京 キッザニアドリームカンパニー ミュージカル『ありがとうの気持ち』音楽

## 出演

### テレビ出演
- ドラマ『君たちに明日はない』エキストラ
- ドラマ『勝利の女神3』エキストラ

### ラジオ
- 金曜の夜はカレーが食べたいSWEET DUB'O-STANDARDらじお 略して「ダボらじ」」（パーソナリティーとしてレギュラー出演）
- カツシカナイト!!（ゲスト出演）
- Creator's Room（ゲスト出演）
- 園田凌士の五線譜にのせたMessage（ゲスト出演）
- 美香のMusic Land（SWEET DUB'O-STANDARDとしてゲスト出演）
- wonder college network（jolly roger としてゲスト出演）